# Uhrman Iván
Uhrmann Iván (?, 1961. – ) magyar történész, magyar-történelem-ógörög szakos gimnáziumi tanár, az Országos Rabbiképző – Zsidó Egyetem oktatója, egyetemi docens.

## Élete
Galíciai eredetű ortodox zsidó családból származik. 1987-től a Veres Péter Gimnázium, 2002-től az Országos Rabbiképző – Zsidó Egyetem óraadó tanára, 2008-től főállású oktatója.
1999-ben CsC, 2000-ben DsC fokozatot szerzett történelemtudományokból.
Fő kutatási területe a judaizmus ókori pogány-korai keresztény kultúrákban, különös tekintettel a magyarságra, bronz- és kora vaskori görög polgári- és vallástörténet, korai magyar történelem (5-11. sz.).

## Művei
- Kazárok, magyarok, zsidók, ATTRAKTOR Könyvkiadó Kft., 2020, ISBN 9786156173133[4]
- Árpádok, szentek, koronák, ATTRAKTOR Könyvkiadó Kft., 2021, ISBN 9786156173232[5]
- Szavirok, magyarok, fejedelmek, ATTRAKTOR Könyvkiadó Kft., 2021, ISBN 9786156173386[6]
- A pogrom prototípusa – Alexandria Kr. u. 38-ban, ATTRAKTOR Könyvkiadó Kft., 2021, ISBN 9786156173362[7]
- Zsidók, pogányok, keresztények, ATTRAKTOR Könyvkiadó Kft., 2021, ISBN 9786156173201[8]
- Üzenetek Középföldére – Tolkien-tanulmányok, ATTRAKTOR Könyvkiadó Kft., 2023, ISBN 9786156173720[9]

### Szakcikkek
- Scheiber Sándor és az ún. kabar-zsidó elmélet, In: Hácofe 2010: (2) pp. 1–22.
- Ase(h) leka keli (Ezekiél és Solón), In: Keresztény-zsidó teológiai évkönyv 2011: pp. 303–332.
- Fieri non possint. Az 1222-es Aranybulla és a zsidók, In: Koltai, Kornélia (szerk.) „A szívnek van két rekesze”, L'Harmattan Kiadó; Magyar Hebraisztikai Társaság (2012) pp. 395–421.
- Az első görög Jeruzsálem falainál, In: Keresztény-zsidó teológiai évkönyv 2013: pp. 248–263.
- Leah's eyes, In: Szécsi, József; Schőner, Alfréd; Haraszti, György; Háberman, Zoltán; Fényes, Balázs; Uhrman, Iván; Szécsi, József (szerk.) Christian-Jewish Theological Yearbook, Keresztény-Zsidó Társaság (2017) pp. 221–233.
- A kazár hitvita, In: Hidvégi, Máté (szerk.) Keleti tanulmányok és vallásközi párbeszéd, L'Harmattan Kiadó (2018) pp. 581–625
- Bat - Séba: Bibliaelemzési gyakorlat I., In: Keresztény-zsidó teológiai évkönyv 19.: pp. 247–267.
- Tohuvabohu, In: Lichtmann, Tamás (szerk.) Az Ungvári. Tanár és tudós, Noran Libro Kiadó (2018) pp. 100–136.
- Ezekiélos ho tón tragó(i)dión poiétés?, In: Oláh, János; Zima, András (szerk.) Schöner Alfréd hetven éves, Gabbiano Print Kft. (2018) pp. 535–548.
- Zombor, Zsombor, Szabriél., In: Keller, László (szerk.) „...rég feledett munkásság utóhangjai mutatják hatásukat...”, Lilium Aurum (2019) pp. 189–234.

Sajtó alá rendezte és jegyzetekkel látta el Schill Salamon által lefordított: Alexandriai Philón jelentése a Gaius Caligulánál járt küldöttségről, Attraktor, 2010

## Filmfelvétel
- Turul, a magyar nemzeti emlékezetben – Youtube.com, Közzététel: 2022. márc. 13.
- A velünk és bennünk élő hellenizmus I / VII – Youtube.com, Közzététel: 2024. febr. 26.
- A velünk és bennünk élő hellenizmus II / VI – Youtube.com, Közzététel: 2024. márc. 7.
- A velünk és bennünk élő hellenizmus III / VII – Youtube.com, Közzététel: 2024. márc. 21.
- A velünk és bennünk élő hellenizmus IV / VII – Youtube.com, Közzététel: 2024. márc. 28.
- Kazárok és zsidók – régi-új kérdésfeltevések – Youtube.com, Közzététel: 2023. márc. 3.
- A kabar-zsidó kérdés még egyszer – Youtube.com, Közzététel: 2023. márc. 4.
- Dr. Uhrman Iván (Magyarország Videós Arcképcsarnoka) – Youtube.com, Közzététel:  2023. jún. 19.